# 788 до н. е.

## Події
- Початок правління царя Тхіла-радзи в Аракані (Бірма);
- Початок будівництва храму бога Набу в Ніневії.